# لیروی آنتون
لیروی آنتون (انگلیسی: Leeroy Anton؛ زادهٔ ۴ مهٔ ۱۹۸۵) بازیکن فوتبال اهل فرانسه است.